# Малая Тымь (река)
Малая Тымь — река на острове Сахалин. Протекает по территории Тымовского городского округа. Длина реки составляет — 66 км, площадь водосборного бассейна насчитывает 917 км². Впадает в реку Тымь с слева в 234 км от устья, напротив посёлка Тымовского.

## Данные водного реестра
По данным государственного водного реестра России относится к Амурскому бассейновому округу.
Код объекта в государственном водном реестре — 20050000212118300001040.